# Cape Mackintosh
Cape Mackintosh (hiszp. Cabo Mackintosh) – płaski, pokryty lodem przylądek, położony na wschodnim wybrzeżu Ziemi Palmera. Prawdopodobnie został po raz pierwszy zaobserwowany z powietrza w grudniu 1940 roku przez ekspedycję USAS podczas fotografowania półwyspu Kemp Peninsula. Został nazwany na cześć Neila A. Mackintosha, brytyjskiego biologa morskiego i oceanografa.